# Нижегородское художественное училище
Нижегородское художественное училище — среднее специальное учебное заведение в городе Нижний Новгород, готовящее специалистов в области живописи, скульптуры, графики.

## История
История училища берёт своё начало с организованных в 1919 году в особняке Рукавишниковых свободных художественных мастерских в которых начали преподавание художники В. Ф. Франкетти, А. В. Куприн, К. А. Чепцов.
В 1921 году по предложению А. В. Куприна мастерские преобразованы в Нижегородский художественный техникум; приглашены к преподаванию молодые художники Д. А. Фрадкина и В. М. Соколова; начато чтение лекций по истории искусства, литературы, ведутся занятия по физике, химии, технологии художественных материалов; появилась своя краскотерная мастерская.
В 1922 году А. В. Куприн стал профессором ВХУТЕМАСа, а директором техникума назначен А. С. Ястржембский. Преподавание вели М. М. Шишов, В. А. Ликин, А. В. Фонвизин.
В 1923 году техникум переезжает на улицу Тихоновскую (ныне ул. Ульянова, д. 10а) в старинное здание с колоннами, где в 1924—1925 годах во главе техникума стояли художники М. С. Поляков и Г. С. Мерзлов. Преподавали Н. И. Куликов, В. С. Чижова.
На 1926/27 учёбный год руководством страны была дана установка на подготовку специалистов для производственного искусства, в связи с чем учебное заведение стало называться Нижегородский художественно-промышленный техникум, а учебный план изменён. В 1928 году техникум был закрыт.
В 1933 году в Нижнем Новгороде было образовано Горьковское отделение Союза художников, а его председателем стал В. М. Соколов. По его инициативе были учреждены годичные курсы живописи и рисования для подготовки к поступлению в Горьковский художественный техникум, который был вновь открыт 17 августа 1935 года в бывшей домовой церкви Сироткиных. Директором был назначен И. Г. Сельцов, завучем — В. М. Соколов. Среди преподаватели были А. В. Самсонов, Н. В. Павинский, Н. А. Колоярский, А. А. Борчев. Основная задача техникума сформулирована как подготовка и воспитание молодых художников с педагогическим уклоном.
В начале 1936 года техникум переехал на Университетскую улицу, д. 8а (Холодный переулок), там же разместилось и общежитие. 22 сентября 1936 года техникум был переименован в Горьковское художественное училище.

## Выпускники
См. также Выпускники Нижегородского художественного училища
Первые воспитанники А. В. Купина продолжили образование в высших учебных заведениях: ВХУТЕМАС — А. В. Щипицын, С. Закржевская, Д. Фрадкин, А. Шорчев, Е. Арбузова, В. Лапин; ВХУТЕИН — А. С. Ведерников и В. Соколов. В Нижнем Новгороде остались и успешно работали В. Чижова, С. Суслов.
Среди выпускников середины 1920-х — С. Павловский, А. Крашенинников, А. Зеленский, Л. Соловьев, С. Гриневский, А. В. Самсонов, Н. Безяева, В. Ольшевский.
В конце 1930-х их техникума выпустились С. Балаболкин, Л. Мартынов, В. Тукмачёв, В. Волков, Г. Миронова, А. Кундин, М. Корбатов, Т. Гусева, Е. Расторгуев, А. Варламов, Д. Фролов, А. Маркеев.